# Afrikahaus (Hamburg)

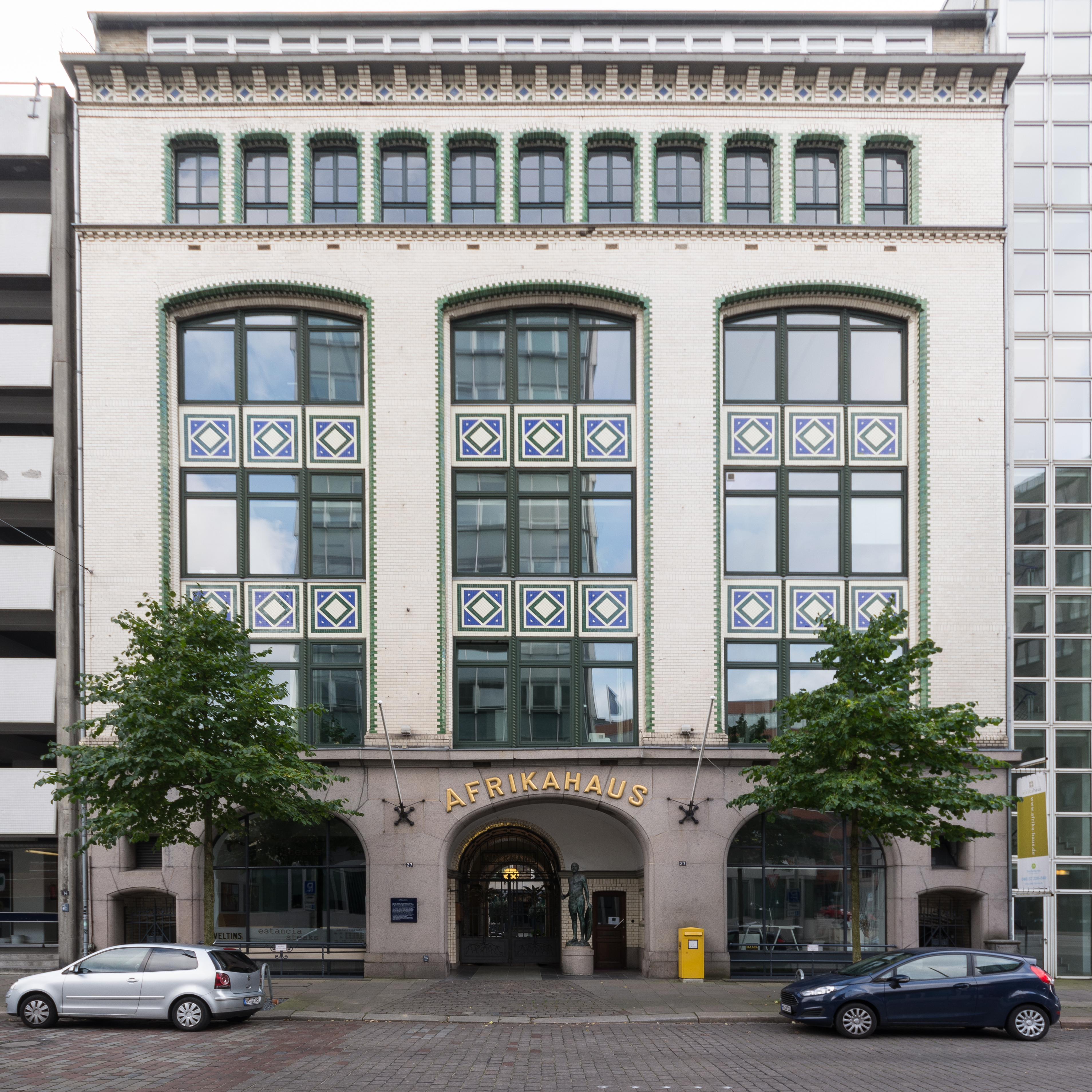
Vorderansicht Große Reichenstraße

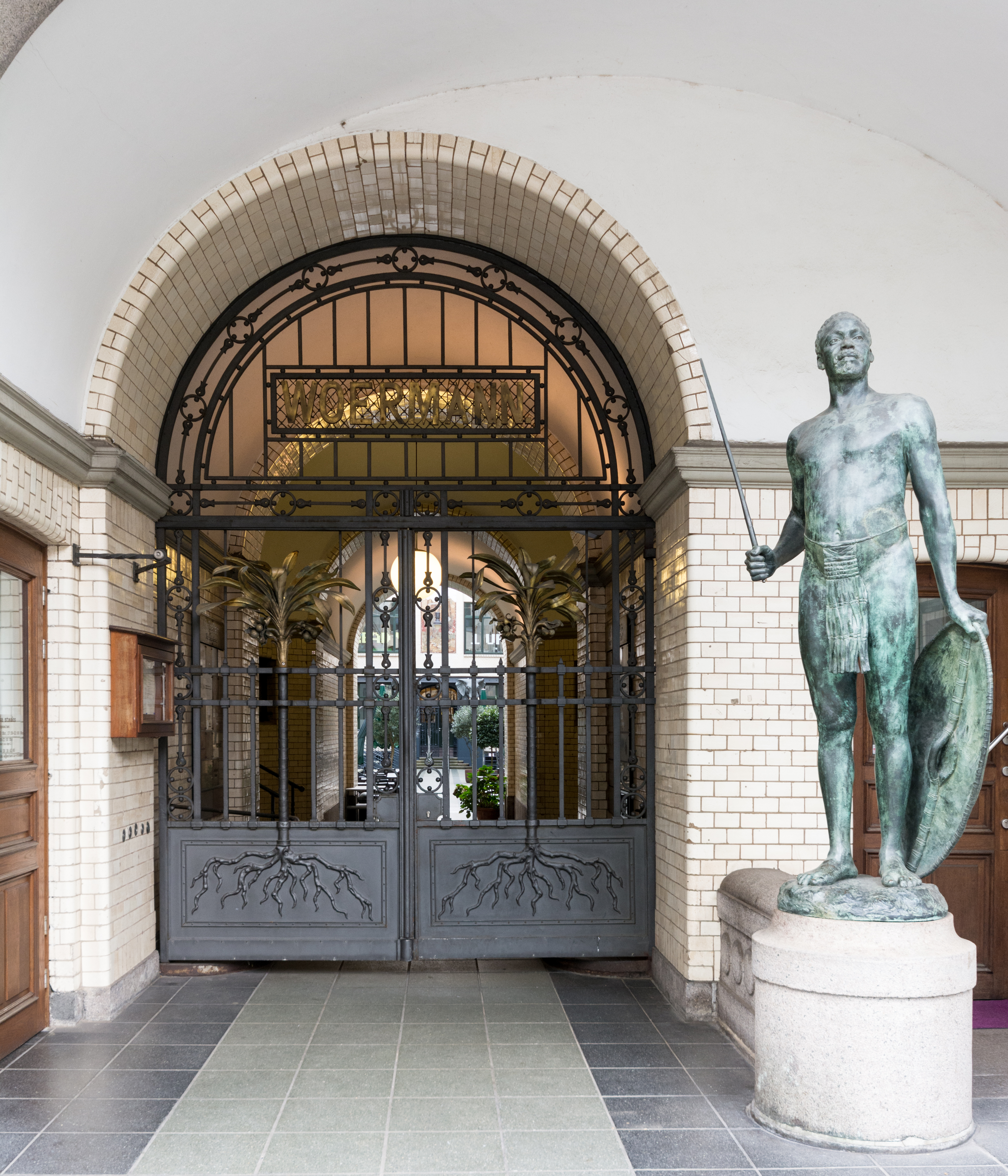
Eingangsbereich mit Kriegerstatue

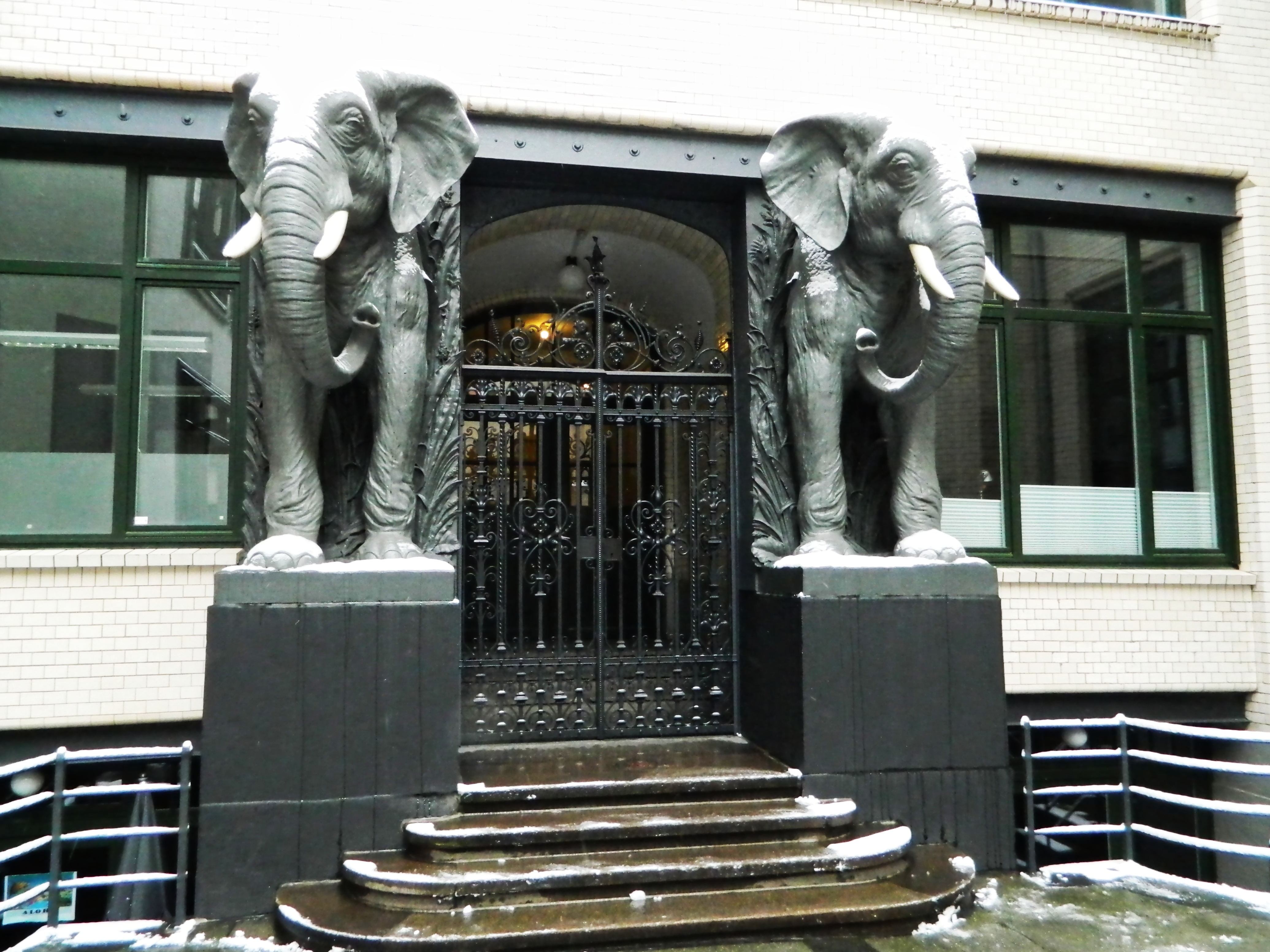
Elefanten im Innenhof des Afrikahauses

Das Afrikahaus ist ein Kontorhaus in der Hamburger Altstadt, Große Reichenstraße 27. Es wurde 1899 von dem Hamburger Architekten Martin Haller für die Firma C. Woermann erbaut und steht seit 1972 unter Denkmalschutz.

## Bau und Bauherr

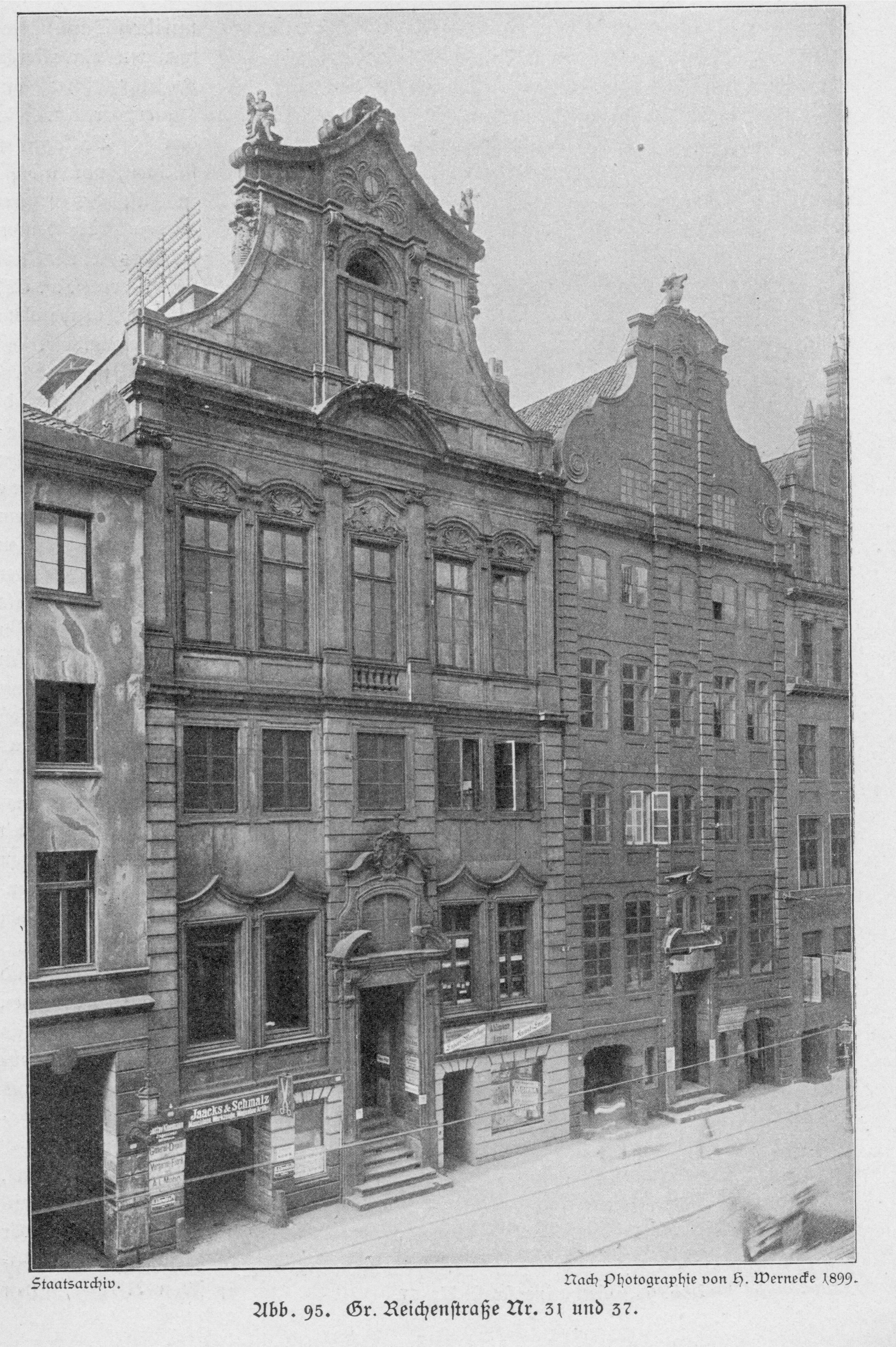
Der Vorgängerbau, das Haus Große Reichenstraße 31 (links).

Das Afrikahaus wurde 1899 im Auftrag von Adolph Woermann und Eduard Woermann als Kontorhaus für das 1837 von Carl Woermann gegründete Handelsunternehmen C. Woermann errichtet, Betreiber der Woermann-Linie und der Deutschen Ost-Afrika-Linie. Für den Bau wurde das Haus Große Reichenstraße 31, ein Althamburger Bürgerhaus, abgerissen.
Der Architekt Martin Haller gestaltete die Fassade so, dass sie die überseeischen Handelsbeziehungen unterstreicht; die Farbgebung orientiert sich an den Farben der Reederei.

## Lage
Das „Afrikahaus“ liegt etwa in der Mitte zwischen der Einkaufsmeile Mönckebergstraße, dem Rathaus und der Speicherstadt. Westlich schließt sich das Zürichhaus an.

## Das Afrikahaus als Denkmal
Das „Afrikahaus“ wurde 1972 unter Denkmalschutz gestellt. Das Gebäude dokumentiert den Bautyp des Hamburger Kontorhauses um 1900. Es verbindet damalige moderne Bautechnik und Zweckmäßigkeit. Als Baudenkmal wird es regelmäßig am „Tag des offenen Denkmals“ mit Führungen für Besucher geöffnet.
Vor einigen Jahren wurde es von Grund auf restauriert und im Februar 1999 mit modernen Büroflächen wieder eröffnet. Bei der Sanierung wurde darauf geachtet, dass die typischen Stilmerkmale wie Gusseisen-Stützen, Kappendecken, Stiltüren sowie das Wandmosaik mit afrikanischen Motiven und die gusseisernen Portalelefanten von Carl Börner erhalten bleiben.

## Heutige Nutzung
Das Afrikahaus befindet sich heute noch in Familienbesitz und wird an verschiedene Firmen vermietet. Zu den Firmen, die im Afrikahaus heute Büros und Flächen gemietet haben, gehören Medien-, Event- und Personalagenturen, sowie das Steak-Restaurant Estancia Steak. Seit dem Bau des Hauses befindet sich dort auch die Im- und Export-Firma C. Woermann GmbH & Co.